# Кроче Салвен (Бреша)
Кроче Салвен је насеље у Италији у округу Бреша, региону Ломбардија.
Према процени из 2011. у насељу је живело 47 становника. Насеље се налази на надморској висини од 1085 м.